# Darcy Marquardt
Pour les articles homonymes, voir Marquardt (homonymie).
Darcy Marquardt est une rameuse canadienne née le 22 mars 1979 à Vancouver.

## Biographie
Aux Jeux olympiques d'été de 2012 à Londres, Darcy Marquardt obtient la médaille d'argent en huit avec Janine Hanson, Andréanne Morin, Krista Guloien, Lauren Wilkinson, Rachelle Viinberg, Natalie Mastracci, Ashley Brzozowicz et la barreuse Lesley Thompson-Willie.

## Palmarès

### Jeux olympiques
- Jeux olympiques d'été de 2012 à Londres,  Royaume-Uni
  -  Médaille d'argent en huit

### Championnats du monde d'aviron
- 2011 à Bled,  Slovénie
  -  Médaille d'argent en huit
- 2010 à Karapiro,  Nouvelle-Zélande
  -  Médaille d'argent en huit
- 2006 à Dorney Lake,  Royaume-Uni
  -  Médaille d'or en deux sans barreur
- 2003 à Milan,  Italie
  -  Médaille de bronze en huit
- 2002 à Séville,  Espagne
  -  Médaille d'argent en quatre sans barreur